# Ancherythroculter nigrocauda
Ancherythroculter nigrocauda là một loài cá chép thuộc chi Ancherythroculter, là loài đặc hữu của Trung Quốc.